# Povestire în ramă

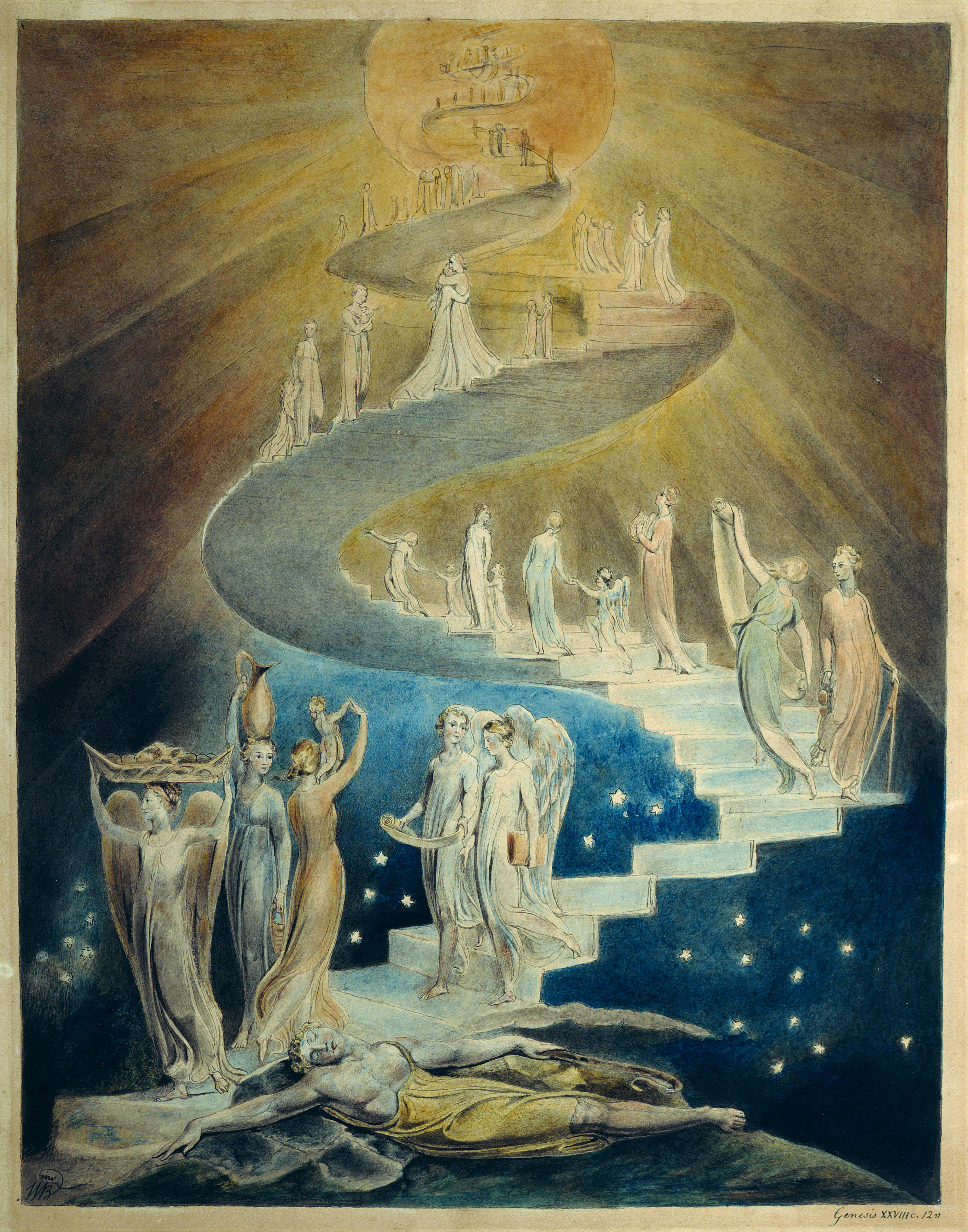
În povestirea „Scara lui Iacob” din Biblie, Iacob are un vis simbolic, în care este înfățișată o scară între pământ și cer. (Pictură de William Blake, 1805)

Povestirea în ramă aparține genului epic și este procedeul prin care una sau mai multe narațiuni de sine stătătoare se încadrează într-o altă narațiune mai amplă numită „narațiune-cadru”, care să le cuprindă în aceeași atmosferă epică, iar interesul se conturează asupra modului în care se povestește.
Un exemplu de operă literară ce utilizează această tehnică îl constituie Hanu-Ancuței de Mihail Sadoveanu.
Povestirea în ramă apare și în piese de teatru (Tragedia spaniolă de Thomas Kyd), film (Cântând în ploaie), TV, jocuri video și în alte combinații ale acestora.

### Trăsături
- spațiul desfășurării acțiunii este unul privilegiat și ocrotitor (un topos), în care mai mulți povestitori relatează întâmplări pilduitoare, respectând un ceremonial prestabilit și desfășurând o artă a discursului memorabil.

- rolul naratorului este acela de a intra în pielea fiecărui povestitor, evidențiind particularitatea stilului specific și talentul de a stârni interesul auditoriului.
- timpul narativ se situează într-un plan al trecutului, naratorul enunțând evenimentele întâmplate prin evocare.
- subiectul narațiunii este dat de povestitor, care poate fi martor sau narator-personaj ori numai mesager al întâmplărilor evocate.

## Exemple
- O mie și una de nopți
- „Neanderthal Planet” de Brian Aldiss
- "Riga Crypto si Lapona Enigel" de Ion Barbu"
- Balta-Albă de Vasile Alecsandri.
- Manuscrisul găsit la Saragosa